# Tiara (シンガーソングライター)
Tiara（ティアラ、1981年11月11日 - ）は、日本のシンガーソングライター。静岡県浜松市出身。日本クラウン・インクスプロダクション所属。

## 来歴
幼少の頃より描画を得意とし、後に本格的に美術、デザインを学んだ経歴がある。一方で中学生の頃に出会ったブラックミュージックに興味を持つようになり、次第にミュージックシーンへと関心が向き、高校卒業してすぐに単身上京。アルバイトを2つ掛け持ちながら、ダンスやヴォーカルのレッスンに励んだ。「明日の食事に困るような極貧時代があった」と語っている。

## 経歴

### 初期
上京後、コーラスグループでの活動を経て、音楽プロデューサーYANAGIMANに師事。
2004年よりケツメイシの「さくら」を始め、Hi-Timez（現Spontania）、エイジアエンジニア等、多数の楽曲にコーラス、フィーチャリングとして参加しながら、自身のデビューに向けて準備をスタート。
2007年7月、AEONの浴衣CM用に書き下ろした曲「Magic☆」でインディーズデビュー。iTunesダンスチャートで長期に渡り1位をマーク。アートワークを蜷川実花、CMとミュージックビデオの演出をクリエイティブディレクター木之村美穂が担当した事でも話題に。
同年12月にマキシシングル「Change」を発売。新人ながら有線ランキング上位をマーク。
2008年夏、AEONのお中元2008夏ギフトCMに未発表曲「ギフト」が起用される。
同曲は配信リリース後、越谷レイクタウンのオープン記念コンピレーションミニアルバム「Lake Music」に収録。

### メジャーデビュー
2009年9月2日、1stシングル「さよならをキミに...feat.Spontania」で、クラウンレコードよりメジャーデビュー。デビュー前から親交があったSpontaniaがフィーチャリングで参加。歌詞の世界観がケータイ配信世代に受け、配信100万ダウンロードを突破しスマッシュロングヒットを記録。携帯有料配信サイト、歌詞検索サイトのランキングで上位をマークし、2009年music.jp第1回新人杯にてグランプリを受賞。レコチョク2009年下半期ダウンロード数ランキングの新人枠にて4位を記録。レコチョク2009年下半期フルランキング新人女性ソロアーティスト1位。有線放送9月度のJPOP総合チャートでも2位を記録。
配信累計は2011年下半期時点で300万DLを突破。
その後もコンスタントにシングル、オリジナルアルバム、コラボレーションアルバム、カバーアルバムを発表し、2013年1月には古内東子・岡本真夜・広瀬香美・EPO・平松愛理らシンガーソングライターが楽曲提供をした4thアルバム「Emotion」をリリース。同年7月には初のベストアルバム「Tiara BEST」をリリースした。
2013年11月、第一生命ホールで開催された「クリスマスプレミアムコンサート〜I'm with you〜」にてピーボ・ブライソンとデュエット。Beauty and the beast、A Whole New Worldを初披露。
2014年2月には、コンセプトカバーアルバム「Girl」「Lady」を2枚同時リリース。「Girl」では、Tiaraが青春時代に聞いていた90年代のJpopsをカバーしており、「Lady」では、昭和歌謡を中心とした歌謡曲に挑戦。

## 私生活
2014年5月に、一般男性との入籍を発表。夫について「優しく穏やかで太陽みたいな人」とコメントしている。
2015年10月に第1子の女児を出産。

## 人物 ・エピソード
- 家族構成：3姉妹の長女。
- 身長155cm。
- マヨラー。辛い食べ物が大の苦手。
- 学生時代は陸上部、バスケット部に所属し、ショートカットのスポーツ少女だった。
- 上京後は一転して約8年間も髪を伸ばし続け、腰下まで約1メートルもあるロングヘアがトレードマークになっていたが、シングル「愛しすぎて」のPVの中で自ら髪をバッサリ切った。[6]
- 父親が調理師で、本人も飲食店でアルバイト経験があり料理が得意。
- 趣味は映画鑑賞。週に4〜5本はDVDで観ている。
- 「のんたん」という雄のペルシャ猫を飼っている。

## その他
2010年10月。地元、静岡県浜松市の親善大使（やらまいか大使）に就任。

## ディスコグラフィー

### シングル
| 枚               | 発売日         | タイトル                              | 規格品番              |
| ---------------- | -------------- | ------------------------------------- | --------------------- |
| インディーズ 1st | 2007年7月4日   | Magic☆                                | QWCE10002 , QWCE10003 |
| インディーズ 2nd | 2007年12月19日 | Change                                | QWCE10009             |
| 1st              | 2009年9月2日   | さよならをキミに...feat.Spontania     | CRCP-10228            |
| 2nd              | 2010年1月27日  | キミがおしえてくれた事feat.SEAMO      | CRCP-10241            |
| 3rd              | 2010年4月7日   | Love is… with KG／好きでいさせて      | CRCP-10245            |
| 4th              | 2010年8月18日  | ヒカリ                                | CRCP-10254            |
| 5th              | 2010年11月24日 | 愛しすぎて                            | CRCP-10257            |
| 6th              | 2011年7月6日   | 時をとめて feat. WISE／ホントのキモチ | CRCP-10269            |
| 7th              | 2011年11月23日 | WINTER GIFT with MIHIRO 〜マイロ〜    | CRCP-10270            |

### オリジナルアルバム
| 枚  | 発売日        | タイトル        | 規格品番                |
| --- | ------------- | --------------- | ----------------------- |
| 1st | 2010年5月12日 | Message for you | CRCP-40272              |
| 2nd | 2011年2月16日 | Tears           | CRCP-40289              |
| 3rd | 2012年1月25日 | Flower          | CRCP-40307 , CRCP-40308 |
| 4th | 2013年1月23日 | Emotion         | CRCP-40336              |
| 5th | 2014年9月17日 | Something Four  | CRCP-40384              |
| 6th | 2017年9月20日 | あいすること    | CRCP-40524              |

### ベストアルバム
| 枚  | 発売日        | タイトル                               | 規格品番                |
| --- | ------------- | -------------------------------------- | ----------------------- |
| 1st | 2011年9月7日  | LOVERS〜Tiara Collaborations Album〜   | CRCP-40300 , CRCP-40301 |
| 2nd | 2013年7月24日 | Tiara BEST                             | CRCP-40345 , CRCP-40346 |
| 3rd | 2020年10月7日 | All About Tiara I Collaboration Best   | デジタル配信限定        |
| 4th | 2020年11月4日 | All About Tiara II Cover Songs Best    | デジタル配信限定        |
| 5th | 2020年12月2日 | All About Tiara III Fan Selection Best | デジタル配信限定        |

### カバーアルバム
| 枚  | 発売日        | タイトル                                   | 規格品番   |
| --- | ------------- | ------------------------------------------ | ---------- |
| 1st | 2012年7月4日  | Sweet Flavor 〜cover song collection〜     | CRCP-40321 |
| 2nd | 2014年2月12日 | Girl～Tiara Love Song Covers～（JPOPS編）  | CRCP-40361 |
| 3rd | 2014年2月12日 | Lady～Tiara Love Song Covers～（歌謡曲編） | CRCP-40360 |

### TSUTAYAレンタル限定アルバム
| 発売日        | タイトル                            |
| ------------- | ----------------------------------- |
| 2012年12月5日 | Tiara レコチョク Hit Love Selection |

### iTunes Store限定配信
- ギフト（2008年8月1日）

### 参加作品
- フィーチャリング

| 発売日         | 収録された作品                           |
| 発売日         | 曲名                                     |
| 2004年7月22日  | Hi-Timez「MY WORDS」                     |
| 2004年7月22日  | Spark!                                   |
| 2004年10月6日  | Hi-Timez「Spark!」                       |
| 2004年10月6日  | Spark!                                   |
| 2004年12月1日  | Hi-Timez「Leavin' my love」              |
| 2004年12月1日  | Leavin' my love                          |
| 2007年6月6日   | KEN THE 390「MY LIFE」                   |
| 2007年6月6日   | H.I.P feat. Mummy-D & Tiara              |
| 2008年12月10日 | エイジアエンジニア「Our time is coming」 |
| 2008年12月10日 | Sweet Sunshine feat. Tiara               |
| 2009年12月9日  | エイジアエンジニア「FANTASTIC 4」        |
| 2009年12月9日  | Re:逢いたい feat. Tiara                  |
| 2010年2月24日  | KG「Love for you」「Songs of love」      |
| 2010年2月24日  | いとしすぎてduet with Tiara              |
| 2010年12月15日 | SEAMO「5♥WOMEN」                         |
| 2010年12月15日 | Slow Down feat. Tiara                    |
| 2011年3月2日   | K.J.「K.J.with・・・」                   |
| 2011年3月2日   | 君がいた冬 with Tiara                    |
| 2011年10月26日 | NERDHEAD「BEHIND the TRUTH」             |
| 2011年10月26日 | バイバイ feat. Tiara                     |

- コーラス

| 発売日         | 収録された作品                                     |
| 発売日         | 曲名                                               |
| 2004年7月22日  | Hi-Timez「MY WORDS」                               |
| 2004年7月22日  | Spark!、I'm still dreamin                          |
| 2004年7月28日  | ケツメイシ「君にBUMP」                             |
| 2004年7月28日  | そばにいて                                         |
| 2004年10月6日  | Hi-Timez「Spark!」                                 |
| 2004年10月6日  | Spark!                                             |
| 2004年12月1日  | Hi-Timez「Leavin' my love」                        |
| 2004年12月1日  | Leavin' my love                                    |
| 2005年2月6日   | ケツメイシ「さくら」                               |
| 2005年2月6日   | さくら、ケツメンサンバ                             |
| 2005年5月11日  | エイジアエンジニア「Oh! Wonderful Maxi」           |
| 2005年5月11日  | Oh! wonderful Life                                 |
| 2005年6月29日  | ケツメイシ「ケツノポリス4」                        |
| 2005年6月29日  | ドライブ、さくら、そばにいて、朝日、ケツメンサンバ |
| 2005年8月3日   | Hi-Timez「Sunshine」                               |
| 2005年8月3日   | Sunshine                                           |
| 2005年9月7日   | Various Artists「JOY RIDE」                        |
| 2005年9月7日   | お客様が神様です                                   |
| 2006年2月15日  | 上戸彩「笑顔のままで」                             |
| 2006年2月15日  | 笑顔のままで                                       |
| 2006年5月31日  | COOLON「Shangri-La〜Poison ポワゾン〜」            |
| 2006年5月31日  | Shangri-La〜Poison ポワゾン〜                      |
| 2006年11月29日 | エイジアエンジニア「一人のメリークリスマス」       |
| 2006年11月29日 | 一人のメリークリスマス                             |
| 2007年6月27日  | エイジアエンジニア「ハレモヨウ」                   |
| 2007年6月27日  | 海                                                 |
| 2007年7月11日  | エイジアエンジニア「あぁすばら四季日々」           |
| 2007年7月11日  | 海、一人のメリークリスマス                         |
| 2007年11月21日 | ケツメイシ「聖なる夜に/冬物語」                    |
| 2007年11月21日 | 冬物語、ずっと二人で                               |
| 2008年6月25日  | ケツメイシ「ケツノポリス6」                        |
| 2008年6月25日  | 冬物語、Welovemusic、オレの道オマエの道            |
| 2008年10月1日  | Spontania「MUSIC」                                 |
| 2008年10月1日  | Scenario                                           |
| 2008年10月8日  | KEN THE 390「ANTASTIC WORLD」                      |
| 2008年10月8日  | FANTASTIC WORLD、新雪(Virgin Snow)                 |
| 2009年3月11日  | らっぷびと「RAP MUSIC」                            |
| 2009年3月11日  | 雪花火                                             |

### タイアップ
| 曲名                                | タイアップ                                                         |
| Magic☆                              | イオン「AEONの浴衣&水着キャンペーン'07」CMソング                   |
| Change                              | 読売テレビ・日本テレビ系「嗚呼!花の料理人」エンディングテーマ      |
| Change                              | TBS「エンタの味方!」エンディングテーマ                             |
| Can't save                          | テレビ東京系「釣り・ロマンを求めて」エンディングテーマ             |
| ギフト                              | イオン「AEONのお中元2008エコギフト」CMソング                       |
| さよならをキミに... feat. Spontania | 日本テレビ系「歌スタ!!」オープニングテーマ                         |
| さよならをキミに... feat. Spontania | テレビ東京系「流派-R」エンディングテーマ                           |
| キミがおしえてくれた事feat.SEAMO    | 日本テレビ系「音楽戦士 MUSIC FIGHTER」オープニングテーマ           |
| Love is… with KG                    | 日本テレビ系「スッキリ!!」テーマソング                             |
| Love is… with KG                    | 日本テレビ系「ハッピーMusic」POWER PLAY                            |
| Love is… with KG                    | 日本テレビ系ドラマ「遠まわりの雨」挿入歌                           |
| 好きでいさせて                      | NHK総合ドラマ「激♥恋…運命のラブストーリー…」挿入歌                 |
| Precious Love                       | 「THE GRAND TIARA」2010 CMソング                                   |
| ヒカリ                              | 日本テレビ系「ハッピーMusic」オープニングテーマ                    |
| 愛しすぎて                          | テレビ朝日系ドラマ「京都地検の女」第6シリーズ主題歌                |
| 時をとめて feat. WISE               | 日本テレビ系「ハッピーMusic」POWER PLAY                            |
| ホントのキモチ                      | イオン「AEONのお中元2011夏ギフト」CMソング                         |
| be with you                         | 「THE GRAND TIARA」2011 CMソング                                   |
| WINTER GIFT with MIHIRO 〜マイロ〜  | テレビ朝日系「Future Tracks→R」2011年12月度 ENDING TRACK           |
| WINTER GIFT with MIHIRO 〜マイロ〜  | 日本テレビ系「ハッピーMusic」POWER PLAY                            |
| WINTER GIFT with MIHIRO 〜マイロ〜  | 日本テレビ「ポシュレデパート深夜店」2011年11月度エンディングテーマ |
| キセキ                              | TBS「エン活!」6・7月度オープニングテーマ                           |
| キセキ                              | 日本テレビ「ポシュレデパート深夜店」6・7月度エンディングテーマ     |

## 主な参加ライブ
- 2009年12月31日 FM AICHI 40th Anniversary Nagashima Countdown 2010@ナガシマスパーランド
- 2010年5月15日 oricon Sound Blowin&2010 ～spring～@O-EAST
- 2010年7月25日 TOKAI SUMMIT'10 @ナガシマスパーランド
- 2010年8月7日 仙台七夕まつり Date fm 夕涼みコンサート 2010
- 2010年8月29日 24時間テレビチャリティーライブ
- 2010年12月19日 イクスピアリ・ピュアホワイト・クリスマス・スペシャルライブ
- 2010年12月20日 Fm yokohama 25th Anniversary Special in YOKOHAMA BLITZ
- 2010年12月24日 Omotesando Hills Christmas 2010
- 2010年12月25日 Fmyokohama Merry Snow Christmas Live
- 2010年12月31日 Girls Count Down 2011@熊本県 グリーンランドリゾート
- 2011年5月5日 第35回ひろしまフラワーフェスティバル
- 2011年5月22日 届けよう！東海から元気を！！ 〜東日本大震災復興応援チャリティーイベント〜
- 2011年8月21日 24時間テレビチャリティーライブ2011
- 2011年11月11日 イクスピアリ・ピュアホワイト・クリスマス ライティングセレモニー
- 2011年12月11日 LaLaport MUSIC JAM Vol.34

## 出演

### ラジオ
- Tiaraの聞いたもん勝ち（ラジオ日本/毎週土曜 24:00 - 24:30/2009,7,4 - 2009,9,26）
- TiaraのSWEET FLAVOR（K-MIX / 毎週日曜 22:00 - 22:55 / 2009,10,4 - 2010,3,28）
- YOKOHAMA RADIO APARTMENT 〜TiaraのGirls be ambitious!〜（FM横浜 / 月曜 22:00-23:30生放送 / 2010,10,4 -2012,3,26）[8]
- THE GRAND TIARA HAMAMATSU「Tiara STYLE」（K-MIX / 毎週金曜 18:30〜18:55 / 2011,4,1 - 2012,3,29）

### テレビ
- 「ピンクス〜PINK!SS〜」（静岡朝日テレビ / 2010年 - 不定期）メインMC
- Mライブ（TBS）
- ライブB♪（TBS）
- ハッピーMusic（日本テレビ）
- レコ☆Hits!（日本テレビ）